# Города Подмосковья
«Города Подмосковья» — трёхтомное (в трёх книгах) научно-популярное издание по истории хозяйственного, социального и культурного развития городов Московской области, выпущенное издательством «Московский рабочий» (Москва) в 1979—1981 годах. Очерки издания содержали описания существующего на тот период семидесяти одного города области.
Трёхтомник был рассчитан на преподавателей истории и других общественных наук средних и высших учебных заведений, учителей школ, на пропагандистов, краеведов и других читателей. В значительном объёме содержал описание советского периода с соответствующим идеологическим уклоном.
Работа была подготовлена научными сотрудниками Лаборатории истории русских городов исторического факультета Московского государственного университета имени М. В. Ломоносова. Лаборатория была создана в 1972 году по инициативе ректора МГУ И. Г. Петровского (1901—1973).

## Описание издания
Все три тома издания выпущены в ледериновых переплётах разных цветов (зелёного, серого), снабжённых бумажной целлофанированной суперобложкой зелёного цвета.
Порядковый номер тома обозначен на корешке переплёта золотистым тиснением в прямоугольной рамке, вместе с названием издания: «Города Подмосковья. Книга первая», и т.д. На крышке переплёта вытиснено только название.
На суперобложке в алфавитном порядке (несколько нарушен у городов Хотьково и Домодедово) приведены названия городов, описания которых содержатся в данном томе.
| Книга первая 1. Балашиха 2. Видное 3. Долгопрудный 4. Железнодорожный 5. Ивантеевка 6. Королёв 7. Красноармейск 8. Красногорск 9. Лобня 10. Лосино-Петровский 11. Лыткарино 12. Люберцы 13. Мытищи 14. Одинцово 15. Пушкино 16. Реутов 17. Солнцево 18. Сходня 19. Фрязино 20. Химки 21. Щёлково | Книга вторая 1. Бронницы 2. Воскресенск 3. Высоковск 4. Дмитров 5. Дрезна 6. Дубна 7. Егорьевск 8. Жуковский 9. Загорск 10. Клин 11. Краснозаводск 12. Куровское 13. Ликино-Дулёво 14. Ногинск 15. Орехово-Зуево 16. Павловский Посад 17. Раменское 18. Рошаль 19. Солнечногорск 20. Талдом 21. Шатура 22. Хотьково 23. Электрогорск 24. Электросталь 25. Электроугли 26. Яхрома | Книга третья 1. Апрелевка 2. Верея 3. Волоколамск 4. Дедовск 5. Зарайск 6. Звенигород 7. Домодедово 8. Истра 9. Кашира 10. Климовск 11. Коломна 12. Луховицы 13. Можайск 14. Наро-Фоминск 15. Ожерелье 16. Озёры 17. Подольск 18. Пущино 19. Руза 20. Серпухов 21. Ступино 22. Троицк 23. Чехов 24. Щербинка |

## Содержание томов
1979
- Города Подмосковья. Кн. 1. — М.: Московский рабочий, 1979. — 640 с., ил. — 35 000 экз.
  - Введение (5-8)
  - Образование и развитие городов на территории Московской области (9-84)
  - Архитектура городов (85-156)
  - Города ближайшего Подмосковья (157-177)
    - Химки (178-209); Сходня (210-226); Мытищи (227-265); Долгопрудный (266-283); Лобня (284-296); Калининград (297-320); Пушкино (321-344); Ивантеевка (345-374); Красноармейск (375-393); Щёлково (394-428); Фрязино (429-440); Лосино-Петровский (441-461); Балашиха (462-486); Реутов (487-501); Железнодорожный (502-520); Люберцы (521-557); Лыткарино (558-567); Видное (568-580); Солнцево (581-587); Одинцово (588-608); Красногорск (609-638)

1980
- Города Подмосковья. Кн. 2. — М.: Московский рабочий, 1980. — 608 с., ил. — 35 000 экз.
  - Введение (5-6)
  - Северное Подмосковье (7-18)
    - Солнечногорск (19-38); Клин (39-65); Высоковск (66-77); Дмитров (78-122); Яхрома (123-140); Талдом (141-163); Дубна (164-179); Загорск (180-225); Хотьково (226-239); Краснозаводск (240-244)

  - Восточное Подмосковье (245-262)
    - Ногинск (263-307); Электросталь (308-343); Электроугли (344-359); Павловский Посад (360-392); Электрогорск (393-404); Орехово-Зуево (405-445); Дрезна (446-454); Ликино-Дулёво (455-481); Куровское (482-495); Шатура (496-510); Рошаль (511-518); Егорьевск (519-543); Жуковский (544-548); Раменское (549-567); Бронницы (568-585); Воскресенск (586-604)

1981
- Города Подмосковья. Кн. 3. — М.: Московский рабочий, 1981. — 736 с., ил. — 35 000 экз.
  - Введение (5-6)
  - Южное Подмосковье (7-17)
    - Коломна (18-71); Луховицы (72-91); Зарайск (92-132); Озёры (133-166); Домодедово (167-183); Ступино (184-208); Кашира (209-240); Ожерелье (241-252); Щербинка (253-262); Подольск (263-316); Климовск (317-336); Троицк (337-348); Чехов (349-380); Серпухов (381-435); Пущино (436-446)

  - Западное Подмосковье (447-459)
    - Апрелевка (460-477); Наро-Фоминск (478-503); Верея (504-533); Можайск (534-577); Звенигород (578-611); Руза (612-643); Дедовск (644-662); Истра (663-692); Волоколамск (693-731)

  - Заключение (732-734)

## Редакционная коллегия
- Л. И. Васькина, кандидат исторических наук
- Е. Н. Данилова
- В. В. Карлов
- И. Д. Ковальченко
- Ю. С. Кукушкин
- В. С. Прохоров
- Д. В. Сарабьянов
- А. М. Сахаров
- В. Л. Янин, академик — ответственный редактор